# Podymowka (Kursk)
Podymowka (russisch Подымовка) ist ein Dorf (derewnja) in der Oblast Kursk in Russland. Es gehört zum Rajon Fatesch und zur Landgemeinde (selskoje posselenije) Soldatski selsowjet.

## Geographie
Der Ort liegt gut 53 km Luftlinie nordwestlich des Oblastverwaltungszentrums Kursk im südwestlichen Teil der Mittelrussischen Platte, 17 km südwestlich des Rajonverwaltungszentrums Fatesch, 9,5 km vom Sitz des Dorfsowjet – Soldatskoje, 86 km von der Grenze zwischen Russland und der Ukraine, am Torrente Radubeschski (linker Nebenfluss der Ussoscha im Becken der Swapa).

### Klima
Das Klima im Ort ist wie im Rest des Rajons kalt und gemäßigt. Es gibt während des Jahres eine erhebliche Niederschlagsmenge. Dfb lautet die Klassifikation des Klimas nach Köppen und Geiger.

## Bevölkerungsentwicklung
| Jahr | Einwohner |
| ---- | --------- |
| 1762 | 155       |
| 1782 | 264       |
| 1795 | 298       |
| 1816 | 318       |
| 1862 | 295       |
| 1900 | 348       |
| 1905 | 356       |
| 1958 | 180       |
| 1979 | 75        |
| 1989 | 39        |
| 2002 | 30        |
| 2010 | 13        |

Anmerkung: Volkszählungsdaten

## Verkehr
Podymowka liegt 15 km von der Fernstraße föderaler Bedeutung M2 „Krim“ als Teil der Europastraße E105, 6 km von der Straße regionaler Bedeutung 38K-038 (Fatesch – Dmitrijew), 9,5 km von der Straße 38K-005 (Konyschowka – Schigajewo – 38K-038), 6,5 km von der Straße interkommunaler Bedeutung 38N-679 (38K-038 – Soldatskoje – Schuklino), 4 km von der Straße 38N-681 (38N-679 – Werchnije Chaltschi), an der Straße 38N-682 (38N-681 – Podymowka – Proletarowka) und 23 km von der nächsten Eisenbahnhaltestelle Mizen (Eisenbahnstrecke Arbusowo – Luschki-Orlowskije) entfernt.
Der Ort liegt 168 km vom internationalen Flughafen von Belgorod entfernt.